# Apodacra zeravshanica
Apodacra zeravshanica är en tvåvingeart som beskrevs av Boris Borisovitsch Rohdendorf och Yu. G. Verves 1980. Apodacra zeravshanica ingår i släktet Apodacra och familjen köttflugor.
Artens utbredningsområde är Uzbekistan. Inga underarter finns listade i Catalogue of Life.